# Мотовилово (городской округ Подольск)
Мотовилово — деревня в Подольском районе Московской области России. Входит в состав сельского поселения Лаговское (до середины 2000-х — Сынковский сельский округ).

## Население
Согласно Всероссийской переписи, в 2002 году в деревне проживало 7 человек (3 мужчины и 4 женщины). По данным на 2005 год в деревне проживало 5 человек.

## Расположение
Деревня Мотовилово расположена примерно в 9 км к югу от центра города Подольска. На западе граничит с городом Климовском. Ближайшие населённые пункты — деревня Гривно и посёлок Подольской машинно-испытательной станции. В 4,5 км западнее деревни расположена железнодорожная станция Гривно Курского направления МЖД.